# Eslovenos
Os eslovenos (esloveno: slovenci, singular slovenec, feminino slovenka) são um povo eslavo do sul antes de tudo associado com a Eslovênia e com o idioma esloveno.
A maior parte dos eslovenos atuais vivem dentro das fronteiras da Eslovênia independente (cerca de dois milhões). Há minorias eslovenas autóctones no nordeste da Itália (cerca de cem mil), sul da Áustria (cerca de cinquenta mil), Croácia (cerca de 13.200) e Hungria (cerca de seis mil). Esses países oficialmente reconhecem os eslovenos como minorias nacionais.

## Eslovenos antigos
Por volta de 570, as tribos eslavas começaram a se estabelecer na região entre os Alpes e o Mar Adriático. De 623 a 658, as tribos eslavas entre o Elba superior e o monte Karavange se uniram no seu primeiro estado sob a liderança do rei Samo (kralj Samo) e passou a ser chamado de Império do Rei Samo. A união tribal desmoronou após a morte de Samo, mas o pequeno estado eslavo da Carantânia (atual Caríntia) (em esloveno: Karantanija) persistiu, com seu centro na região da Caríntia (a maior parte atualmente está situada na Áustria).

## Eslovenos durante o Império Franco
Devido à perigosa pressão das tribos ávaras do leste, os caríntios aceitaram a união com os bávaros em 745 e depois reconheceram o domínio franco e aceitaram o cristianismo no século VIII. O último estado eslavo formado na região, o principado do príncipe Gozilo, perdeu sua independência em 874. O território étnico esloveno subsequentemente encolheu devido à pressão dos germanos do oeste e da chegada dos húngaros à planície da Panônia, se estabilizando na forma atual no século XV.
Os mais antigos documentos escritos no dialeto esloveno são os manuscritos de Frisinga (Brižinski spomeniki, Freisinger Denkmäler), datados entre 972 e 1022, encontrados em 1803 em Frisinga, Alemanha. O primeiro livro escrito em esloveno foi o Cattechismus and Abecedarium escrito pelo reformista protestante Primož Trubar em 1550 e impresso em Tubinga, Alemanha. Jurij Dalmatin traduziu a Bíblia para o esloveno em 1584. Na metade do século XVI o esloveno se tornou conhecido das outras línguas europeias com o dicionário multilíngue, compilado por Hieronymus Megisar.

## Eslovenos noséculo XX
Muitos eslovenos emigraram para os Estados Unidos no início do século XX, principalmente devido a razões econômicas. Aqueles que se estabeleceram em Bethlem, Pensilvânia, passaram a ser chamados windish.
Após a Primeira Guerra Mundial(1914-1918), eles se juntaram aos eslavos do sul no Estado dos Eslovenos, Croatas e Sérvios, passando em seguida para Reino dos Sérvios, Croatas e Eslovenos e finalmente para Reino da Iugoslávia. No novo sistema de banovinas (a partir de 1929), os eslovenos formavam a maioria na Dravska Banovina.
Em 1920, a população das regiões bilíngues da Caríntia decidiu em referendo que a maior parte da região deveria se integrar à Áustria. Entre as duas grandes guerras, as áreas mais a oeste habitada pelos eslovenos foram ocupadas pela Itália.
Voluntários eslovenos também participaram da Guerra Civil Espanhola e da Segunda Guerra Ítalo-Etíope.
Os eslovenos participaram da então chamada Frente Nacional de Libertação enquanto a Iugoslávia era ocupada pelas potências do Eixo durante a Segunda Guerra Mundial (1941-1945).
Em 1945 a Iugoslávia se libertou sozinha da ocupação nazista e imediatamente tornou-se nominalmente um estado comunista federal, com a Eslovênia como uma república socialista.
A maior parte da Caríntia permaneceu integrando o território austríaco, e estima-se que haja entre 25.000 e 40.000 eslovenos vivendo no estado austríaco da Caríntia, reconhecidos como minoria e usufruindo de direitos especiais a partir do Tratado de Estado Austríaco (Österreichischer Staatsvertrag) de 1955. Os eslovenos do estado austríaco da Estíria (estimados entre 1 600 e 5 000) não são reconhecidos como minoria e não usufruem de direitos especiais, embora o Tratado do Estado Austríaco diga o contrário. Muitos dos direitos requeridos em 1955 no Tratado do Estado Austríaco não foram inteiramente implementados. Parte da população ainda acredita que o envolvimento esloveno na guerra contra as forças de ocupação nazistas não foi bom, e realmente "partidários de Tito" é um insulto frequente aos membros das minorias.[carece de fontes?] Muitos caríntios temem as reivindicações territoriais eslovenas, apontando o fato de que tropas iugoslavas entraram no estado austríaco após as duas guerras mundiais. Outro fenômeno interessante é que alguns germano-falantes se recusam a aceitar a minoria eslovena como um todo, referindo-se a eles como Windische, uma etnia distinta dos eslovenos (crença que os linguistas rejeitam, considerando que o dialeto falado por todos eles é uma variante da língua eslovena).[carece de fontes?]
A Iugoslávia adquiriu alguns territórios da Itália após a Segunda Guerra, mas cerca de 100.000 eslovenos permaneceram dentro das fronteiras italianas, especialmente nas proximidades de Trieste e Gorizia. Em 1991, a Eslovênia tornou-se um estado independente.